# Aegostheta maritima
Aegostheta maritima är en skalbaggsart som beskrevs av Hermann Burmeister 1855. Aegostheta maritima ingår i släktet Aegostheta och familjen Melolonthidae. Inga underarter finns listade i Catalogue of Life.